# Kounov, Rakovník
Kounov là một làng thuộc huyện Rakovník, vùng Středočeský, Cộng hòa Séc.